# Kadayal
Kadayal es una ciudad y nagar Panchayat situada en el distrito de Kanyakumari en el estado de Tamil Nadu (India). Su población es de 21665 habitantes (2011).

## Demografía
Según el censo de 2011 la población de Kadayal era de 21665 habitantes, de los cuales 10631 eran hombres y 11034 eran mujeres. Kadayal tiene una tasa media de alfabetización del 87,84%, superior a la media estatal del 80,09%: la alfabetización masculina es del 91,06%, y la alfabetización femenina del 84,77%.